# Nemapteryx augusta
Nemapteryx augusta är en fiskart som först beskrevs av Roberts, 1978.  Nemapteryx augusta ingår i släktet Nemapteryx och familjen Ariidae. Inga underarter finns listade i Catalogue of Life.